# Stemma della provincia di Rieti
Lo stemma della provincia di Rieti è costituito da uno scudo sannitico di color rosso con una banda dello stesso colore delimitata da due filetti di color oro riportante la sigla S.P.Q.S. (Senatus Populusque Sabinus) alternata a gruppi di anelli intrecciati anch'essi d'oro, lo scudo è timbrato da una corona da provincia.

## Blasonatura

Gonfalone concesso nel 1928

Lo stemma, concesso con R.D. del 12 maggio 1928, ha la seguente blasonatura:
La descrizione del primo gonfalone, concesso con lo stesso decreto dello stemma, è la seguente:
In seguito questo vessillo è stato sostituito con un nuovo stendardo concesso con D.P.R. del 5 giugno 2001:

## Storia

Gonfalone attualmente in uso

La prima citazione di quello che è, all'epoca, lo stemma della regione Sabina si trova nell'opera del Piazza Gerarchia ecclesiastica:

Stemma della Sabina

L'anello riportato come di terra è in realtà da tradursi (a causa di un errore del Piazza nel riportare il termine latino luteus) come dorato. Comunque questa spiegazione, abbastanza arbitraria, fu in seguito ripresa dal Moroni e dal Guattani. Un gruppo di tre anelli intrecciati è visibile anche sulla facciata del Palazzo Comunale di Rieti, in corrispondenza del campanile. Altre possibili spiegazioni del significato degli anelli sono che essi vogliano richiamare le nove tribù che componevano il popolo sabino oppure che ricordino che i «Sabini avevano, come i Romani, il diritto di suffragio»; il colore verde alluderebbe alla terra essendo questo popolo, all'epoca di creazione dell'arme, eminentemente agricolo. La fascia dello scudo, il cui colore non è presente nell'opera del Piazza, è probabilmente color argento così come la troviamo in una mappa di fine XVII - inizio XVIII secolo (una mappa molto simile è presente nell'opera del 1790 Sabina sagra e profana, antica e moderna di Francesco Paolo Sperandio); lo scudo presente nella mappa e di colore verde e si presenta di forma barocca con a lato due festoni di frutta e fiori, rispettivamente; anche in questo caso gli anelli si presentano di colori differenti.

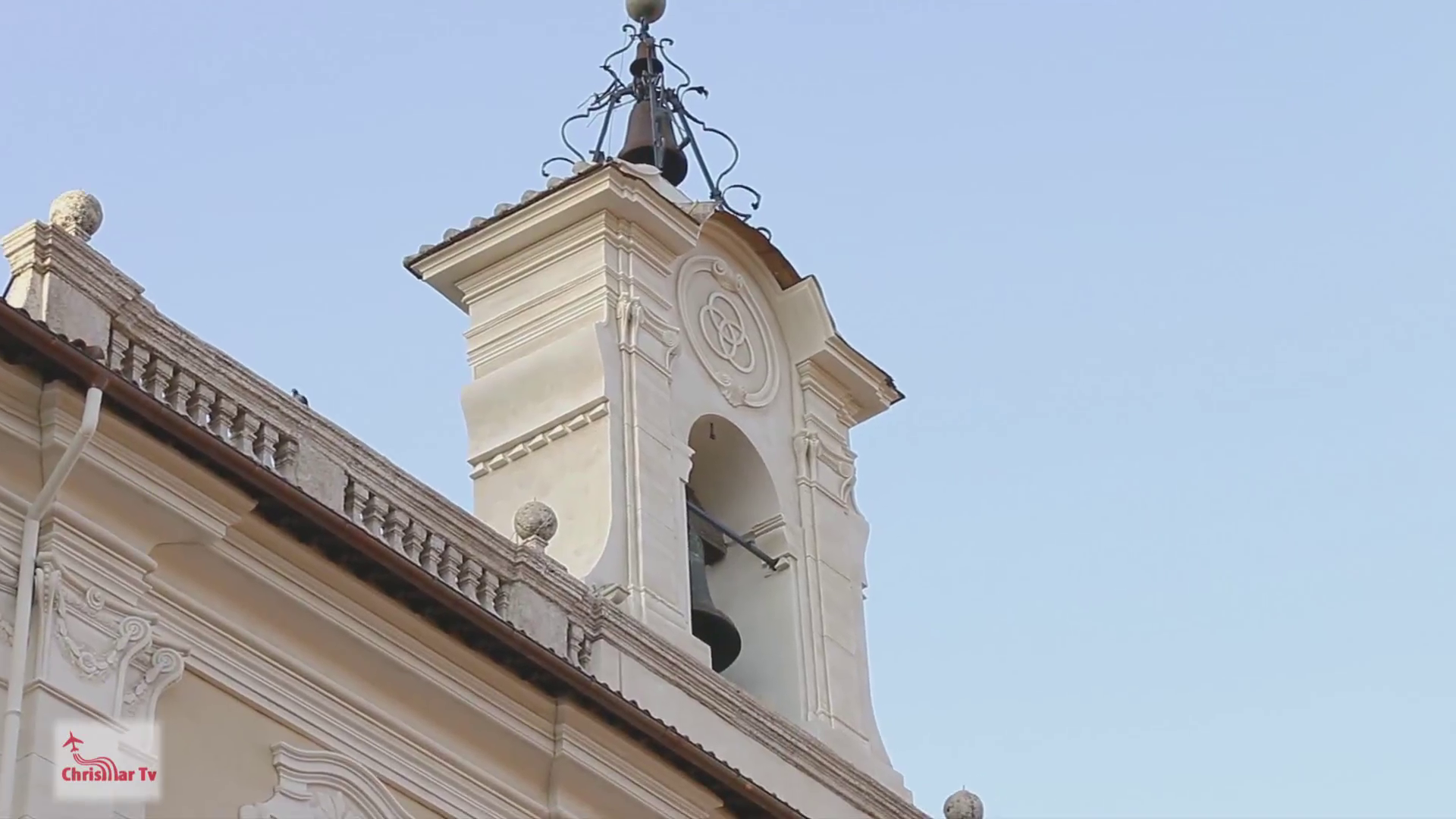
I tre anelli intrecciati sul campanile del municipio di Rieti

Nel 1808 è il papa Pio VII, con un motu proprio del 20 dicembre, riconfermò alla provincia sabina i suoi antichi privilegi, e diede tra l'altro facoltà ai patrizi della provincia di alzare lo stemma della stessa che veniva così descritto:
C'è anche da dire che secondo altri autori il campo dello scudo si presentava di colore rosso o di colore rosso e oro (colori forse ripresi da quelli degli anelli) e fu la prima versione quella prescelta dalla provincia di Rieti al momento di scegliersi il proprio blasone, nonostante il Palmegiani, consultato in merito dal Preside della provincia, consigliasse il verde; per il resto furono comunque seguite le sue indicazioni.
Il motto "Tota Sabina Civitas", presente al di sotto dello scudo, vuole indicare la concordia presente tra i popoli della provincia quasi ad essere essi una sola città.